# Frédéric Petit (astrônomo)
Frédéric Petit (Muret, 1810 — Toulouse, 1865) foi um astrônomo francês. Ele foi o primeiro diretor do Observatório de Toulouse, localizado em Toulouse, França, servindo de 1838 a 1865. Em 1846 ele anunciou que havia descoberto uma segunda lua da Terra. A teoria foi mais tarde descartada por seus pares, embora o conceito de um segundo satélite menor da Terra tenha sido usado por Júlio Verne em seu romance Da Terra à Lua.